# Уайт, Джей
Джейми Уайт (англ. Jamie White, род. 9 октября 1992, Окленд) — новозеландский рестлер. В настоящее время выступает в All Elite Wrestling (AEW).
Наиболее известен по выступлениям в New Japan Pro-Wrestling (NJPW), где являлся чемпионом мира IWGP в тяжёлом весе. Начав свою карьеру в 2013 году, Уайт присоединился к NJPW в следующем году в качестве «молодого льва». В июне 2016 года Уайт уехал в зарубежную командировку, во время которой он работал в американском Ring of Honor (ROH) и британском Revolution Pro Wrestling (RPW) через международные партнерства NJPW.
В итоге Уайт вернулся в NJPW в ноябре 2017 года и в январе следующего года выиграл титул чемпиона Соединённых Штатов IWGP в тяжёлом весе. Позже, в 2018 году, он предал своих товарищей из Chaos и присоединился к Bullet Club, став в итоге пятым лидером группировки. Уайт также является бывшим чемпионом IWGP в тяжелом весе и интерконтинентальным чемпионом IWGP, что делает его пятым обладателем Тройной короны и первым чемпионом Большого шлема NJPW.

## Карьера в рестлинге

### Ранняя карьера (2013—2014)
В начале 2013 года Уайт тренировался под руководством Ю Кей Кида в Varsity Pro Wrestling, а 19 февраля дебютировал на ринге, работая в VPW, а также в All Star Wrestling и других промоушенах. В начале 2014 года Уайт познакомился с Принцем Девиттом из New Japan Pro-Wrestling (NJPW) и участвовал вместе с ним в командном матче для VPW. После матча Девитт дал Уайту свою визитку и сказал, чтобы тот продолжал с ним общаться.
Вскоре после этого с Уайтом связался Бэд Лак Фале, который сказал, что Девитт говорил с представителями NJPW об Уайте и что он может предоставить ему место «молодого льва» в додзё, если он этого хочет.
Несколько месяцев спустя Уайт встретился с Фале, Девиттом и Синсукэ Накамурой в Лондоне, где Уайт принял их предложение и начал оформлять визу для отъезда в додзё NJPW.

### New Japan Pro-Wrestling (2015—2016)
Уайт отправился в Японию в канун 2015 года, по прибытии начал дальнейшее обучение в качестве «молодого льва» и дебютировал в NJPW 30 января 2015 года, проиграв Алексу Шелли. В 2015 году Уайт проиграл все свои матчи, кроме восьми, как это обычно бывает у «молодых львов» в NJPW. В 2016 году Уайт начал одерживать все больше побед, а 27 марта он провел свой самый крупный на тот момент матч, в котором победил действующего интерконтинентального чемпиона IWGP Кенни Омегу в нетитульном поединке. Последний матч Уайта в NJPW состоялся 19 июня 2016 года на турнире Dominion 6.19 в зале Осака-дзё, когда он, Дэвид Финли и Джус Робинсон победили Сатоси Кодзиму, Хироёси Тэндзана и Манабу Наканиси. На следующей неделе Уайт отправился в тур в США.

### Ring of Honor (2016—2017)

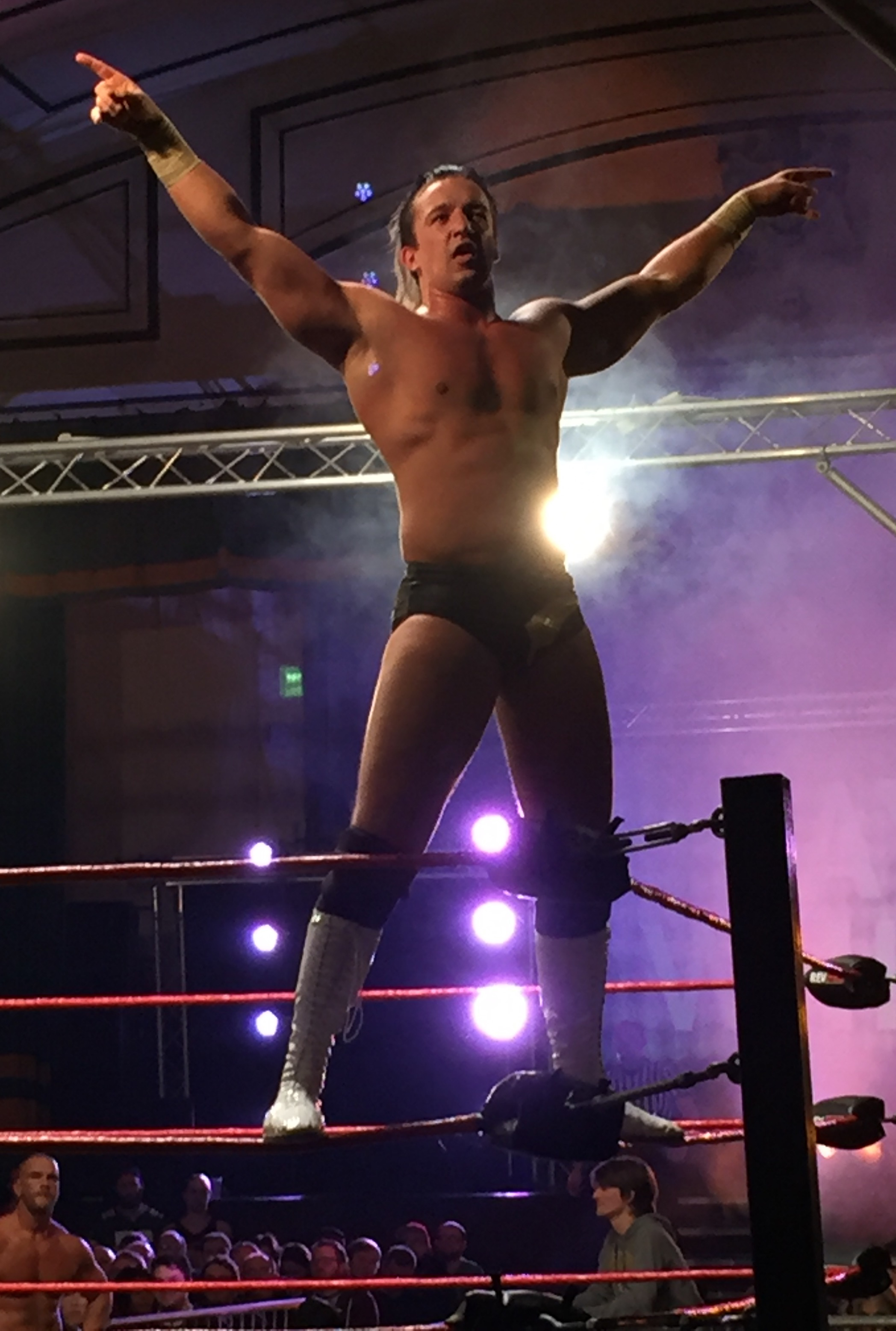
Уайт в январе 2017

После переезда в США Уайт сначала жил в Нью-Джерси, а затем переехал в Детройт, где жил с Алексом Шелли. Уайт дебютировал в Ring of Honor (ROH) на шоу 25 июня, победив Камайтачи. Он объединился с The Motor City Machine Guns (Алекс Шелли и Крис Сейбин), чтобы победить Камайтачи и «Зависимость» (Кристофер Дэниелс и Фрэнки Казариан). Уайт и The Motor City Machine Guns в итоге сформировали группировку «Найти и уничтожить» с Джонатаном Гришемом и Лио Рашем. 8 июля Уайт победил Лио Раша. На следующей серии ТВ-записи Уайт победил Уилла Феррару и свел вничью бой с Джеем Бриско.

### All Elite Wrestling (2022, с 2023)
Уайт появился в AEW в эпизоде Dynamite от 9 февраля 2022 года, помогая Адаму Коулу и «Янг Бакс» в избиении Трента Беретты и Рокки Ромеро.
В эпизоде Dynamite от 5 апреля 2023 года Уайт официально дебютировал в компании, покинув NJPW, напав на Рики Старкса вместе с Джусом Робинсоном. Вскоре после этого президент AEW Тони Хан объявил, что Уайт официально подписал контракт с компанией.

## Личная жизнь
6 мая 2022 года Уайт женился на своей давней подруге Саванне Прайс. Он имеет как новозеландское, так и нидерландское гражданство, его отец родился в Нидерландах. Его обучение и временное проживание в Великобритании объясняется наличием у него нидерландского паспорта, который позволял ему свободно путешествовать по Европе.

## Титулы и достижения
- New Japan Pro-Wrestling
  - Чемпион мира IWGP в тяжёлом весе (1 раз)[2]
  - Чемпион IWGP в тяжелом весе (1 раз)[20]
  - Интерконтинентальный чемпион IWGP (1 раз)[21]
  - Чемпион NEVER в открытом весе (1 раз)[22]
  - Чемпион Соединённых Штатов IWGP в тяжёлом весе (1 раз)[23]
  - Пятый чемпион Тройной короны NJPW
  - Первый чемпион Большого шлема NJPW
- Pro Wrestling Illustrated
  - № 12 в топ 500 рестлеров в рейтинге PWI 500 в 2019[24]